# Maurice Chevassu

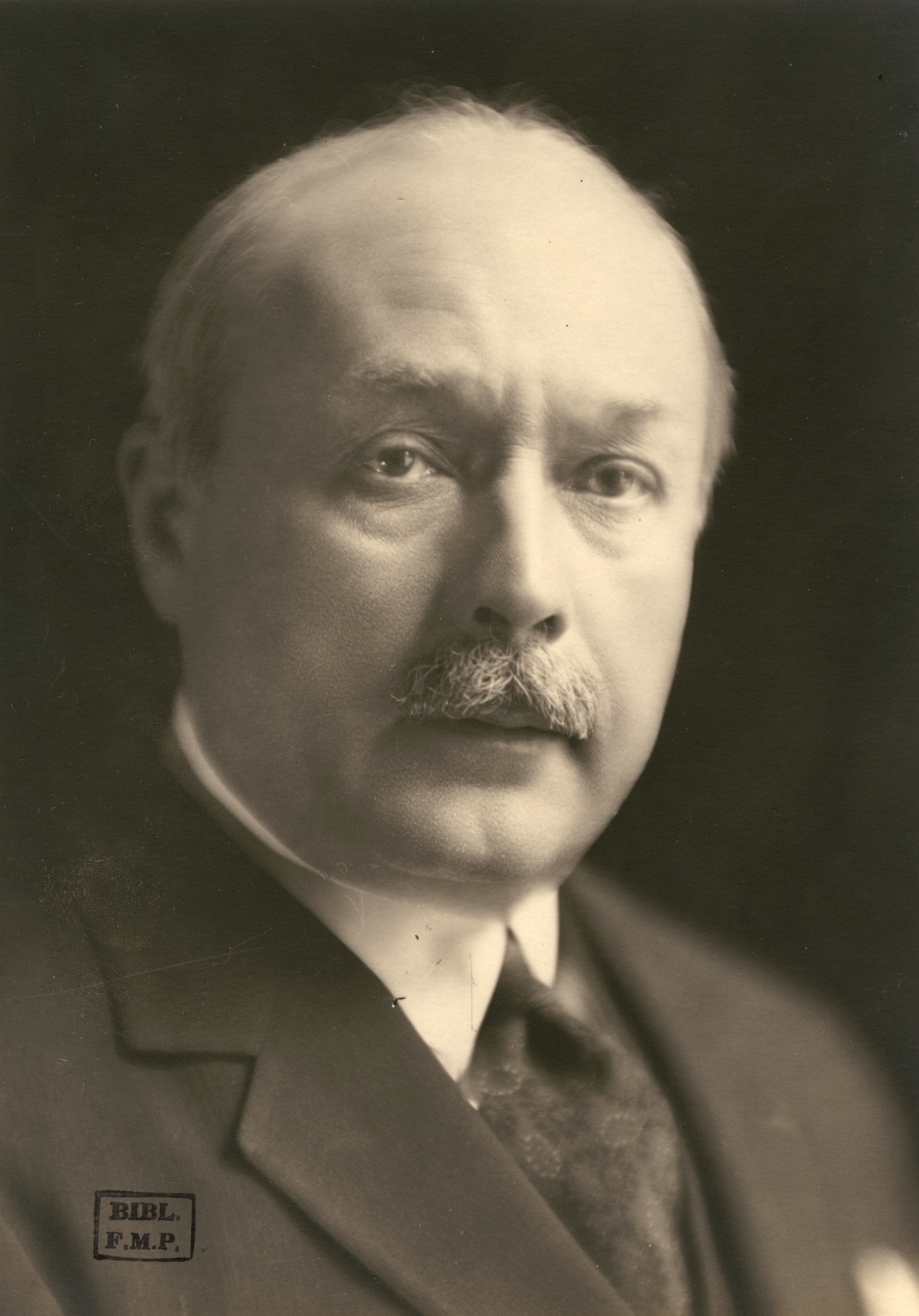
Maurice Chevassu

Maurice Chevassu (* 28. Oktober 1877 in Lons-le-Saunier; † 11. Juli 1957) war ein französischer Urologe und Chirurg.
Chevassu wurde 1906 promoviert und erhielt seine Zulassung als Chirurg 1910. Danach war er Assistenzprofessor für Chirurgie und hielt Vorlesungen über Krankheiten des Harntrakts. Sein Interesse für Urologie war durch die schwere Erkrankung von Joaquín Albarrán ausgelöst worden. Von 1919 bis 1933 war er Direktor der Chirurgie am Hôpital Cochin in Paris. 1933 wurde er Professor für chirurgische Pathologie (Erkrankungen des Harntrakts) am  Hôpital Necker als Nachfolger von Georges Marion. Danach war er Professor für klinische Urologie am Hôpital Necker in Paris. 1945 ging er in den Ruhestand.
Er war für seine Arbeiten zum Hodenkrebs bekannt. 1906 veröffentlichte er ein Buch darüber, eine detaillierte histologische Studie (mit 128 Einzelfällen), in dem er die Hodenkrebsformen klassifizierte. Im Wesentlichen unterschied er zwei Hauptformen, dem Seminom, das aus Keimzellengewebe entstand, und gemischten Tumoren, das aus fremdem Gewebe im Hoden stammt aufgrund einer Anomalie beim Fötenwachstum. Bei der Entfernung der Hoden bei bösartigen Tumoren sprach er sich dafür aus, nicht nur eine simple Orchiektomie vorzunehmen, sondern auch den Gefäßstamm und die Lymphknoten zu entfernen, was von vielen Chirurgen übernommen wurde.
Chevassu brachte 1927 ein Röntgen-Kontrastmittel direkt über eine Harnspiegelung in die Blase ein. Ein spezieller Harnröhren-Katheter ist nach ihm benannt.
1928 wurde er Mitglied der Académie nationale de médecine, deren Vizepräsident er 1955 war. 1951/52 war er Präsident der Société française d'histoire de la médecine.

## Schriften
- Tumeurs du testicule, Paris : G. Steinheil, 1906
- mit Felix Legueu: Traitement de la tuberculose urinaire (tuberculine et néphrectomie), Paris 1912
- Le Dosage de l'urée sanguine et la constante uréique chez les urinaires chirurgicaux, Paris : Masson, 1912.
- L'Exploration anatomique des lésions chirurgicales du rein au moyen de l'urétéro-pyélographie rétrograde, Paris : Masson, 1932
- Cours de Clinique urologique Guyon. Leçon inaugurale, Paris : J.-B. Baillière et fils, 1939